# Umma cincta
Umma cincta är en trollsländeart som först beskrevs av Hagen in Selys 1853.  Umma cincta ingår i släktet Umma och familjen jungfrusländor. IUCN kategoriserar arten globalt som livskraftig. Inga underarter finns listade i Catalogue of Life.